# Яшин, Василий Андреевич
Василий Андреевич Яшин (род. 1921) — старшина Рабоче-крестьянской Красной Армии, участник Великой Отечественной войны, Герой Советского Союза (1943), лишён звания в 1950 году.

## Биография
Василий Яшин родился в 1921 году.
Участник Великой Отечественной войны. Имел воинское звание старшины, был помощником командира взвода 2-го батальона 385-го стрелкового полка 112-й стрелковой дивизии 24-го стрелкового корпуса 60-й армии Центрального фронта. Отличился во время битвы за Днепр осенью 1943 года.
24 сентября 1943 года Яшин, временно приняв командование своим взводом, переправился через Днепр в районе села Ясногородка Вышгородского района Киевской области Украинской ССР и захватил плацдарм на его западном берегу. В ходе отражения очередной контратаки Яшин умело организовал залповый огонь. Бой длился в течение двух часов. В результате атака противника была отбита, а сам он потерял более 25 солдат и офицеров. Во время отражения другой контратаки Яшин лично уничтожил в рукопашном бою немецкого офицера и 8 солдат. Командир полка представил Яшина к ордену Красного Знамени, но вышестоящее начальство приняло решение о присвоении Яшину звания Героя Советского Союза.
Указом Президиума Верховного Совета СССР от 17 октября 1943 года старшина Василий Яшин был удостоен высокого звания Героя Советского Союза с вручением ордена Ленина и медали «Золотая Звезда».
В одном из последующих боёв Яшин получил тяжёлое ранение и в декабре 1944 года был демобилизован по ранению, получив инвалидность 2-й группы. Проживал в городе Кунцево Московской области. В сентябре 1949 года Кунцевский районный суд Московской области признал виновным Яшина в совершении преступления, предусмотренного статьёй 2 часть 2 Указа от 4 июня 1947 года «Об усилении охраны личной собственности граждан» — «Разбой, соединенный с насилием, опасным для жизни и здоровья потерпевшего, или с угрозой смертью, или тяжким телесным повреждением, а равно совершенный шайкой либо повторно»; и приговорил его к 17 годам лишения свободы.
Указом Президиума Верховного Совета СССР от 30 октября 1950 года Яшин был лишён звания Героя Советского Союза и всех государственных наград.
Выйдя на свободу по амнистии, Яшин женился, в 1954 году у него родился сын Евгений. Похоронен в городе Батайске.